# 田中さをり
田中 さをり （たなか さをり）は、高校生からの哲学雑誌『哲楽』編集人。千葉大学大学院にて哲学、倫理学、情報科学を学び、修士（文学）、博士（学術）を取得。アメリカのコネチカット大学で訪問研究員として2年間過ごす。障害と道徳の関係の分析や、手話のスキルサイエンス研究に従事。その後、大学・研究所・国連機関・企業などで、広報担当者として勤務する。現在は、大学の広報職員として働く傍ら、様々な媒体で科学技術や哲学に関する執筆編集活動を続けている。

## 経歴
- 2000年：千葉大学大学院文学研究科価値認識論専攻修士課程入学
- 2002年：同大学大学院文学研究科価値認識論専攻修士課程修了
- 2002年：同大学大学院自然科学研究科情報科学専攻博士後期課程入学
- 2002年：日本学術振興会特別研究員DC1(〜2005年3月)
- 2003年：コネチカット大学訪問研究員 (〜2005年5月)
- 2007年：株式会社MIDアカデミックプロモーションズ創業
- 2008年：千葉大学大学院自然科学研究科情報科学専攻博士（学術）取得

## 著書
- 『哲学者に会いにゆこう』（ナカニシヤ出版、2016年）、ISBN 978-4779509926
- 『哲学者に会いにゆこう2』（ナカニシヤ出版、2017年）、ISBN 978-4779511530

## 出版
- 哲楽第1号　哲学ラジオボストンへ行く・若者よ哲学を抱け！（哲楽編集部）
- 哲楽第2号　自然と暮らしの哲学（哲楽編集部）
- 哲楽第3号　医療と命の哲学「子どもの脳死臓器移植」を考える（哲楽編集部）
- 哲楽第4号　子供の哲学の最前線（哲楽編集部）
- 哲楽第5号　３・１１後のサイエンス・コミュニケーション（哲楽編集部）
- 哲楽第6号　永井哲学の道のりと広がり（哲楽編集部）
- 哲楽第7号　新体制の未来（哲楽編集部）